# Mięsień długi szyi człowieka

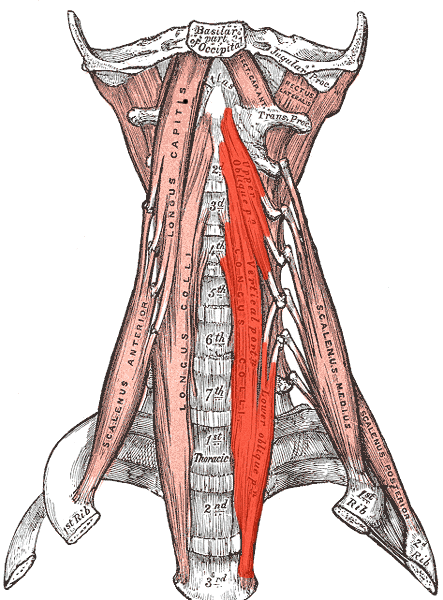
Mięsień długi szyi u człowieka

Mięsień długi szyi (łac. musculus longus colli) – w anatomii człowieka parzysty mięsień należący do głębokich mięśni szyi, do grupy mięśni przedkręgowych.
Mięsień jest zbudowany z trzech głównych pasm: przyśrodkowego, bocznego skośnego górnego i bocznego skośnego dolnego. Pasmo przyśrodkowe przyczep początkowy ma na trzonach kręgów C2 do C4, a końcowy na trzonach kręgów C6, C7, Th1 do Th3. Pasmo boczne skośne górne przyczep początkowy ma na guzkach przednich wyrostków poprzecznych kręgów C6 do C3, a końcowy na guzku przednim kręgu szczytowego i trzonie kręgu obrotowego. Pasmo boczne skośne dolne przyczep początkowy ma na trzonach kręgów Th3 do Th1, a końcowy na guzkach przednich wyrostków poprzecznych kręgów C7, C6 lub C6, C5.
Unerwiają go gałęzie splotu szyjnego i ramiennego.
Jego funkcją jest obracanie kręgosłupa szyjnego oraz zginanie go do przodu i w bok.